# Here We Go Again (singolo Demi Lovato)
Here We Go Again è un brano della cantante statunitense Demi Lovato, pubblicato il 29 giugno 2009 come primo singolo dal suo omonimo secondo album. Il video conta 31 milioni di visualizzazioni.

## Tracce
Download digitale
1. Here We Go Again – 3:45

## Classifiche
| Classifica (2009) | Posizione massima |
| ----------------- | ----------------- |
| Canada            | 61                |
| Nuova Zelanda     | 38                |
| Stati Uniti       | 15                |
| Ucraina           | 4                 |